# Bălăurești
Bălăurești è un comune della Moldavia situato nel distretto di Nisporeni di 2.517 abitanti al censimento del 2004